# Walentina Isłamowa
Walentina Iwanowna Isłamowa – Brik (ros. Валентина Исламова-Брик; ur. 18 marca 1992) – rosyjska, a od 2018 roku kazachska zapaśniczka walcząca w stylu wolnym. Olimpijka z Tokio 2020, gdzie zajęła jedenaste miejsce w kategorii 50 kg. Brązowa medalistka mistrzostw świata w 2019; piąta w 2015. Piąta na mistrzostwach Europy w 2016 roku. 
Brązowa medalistka igrzysk europejskich w 2015. Mistrzyni Azji w 2021 i trzecia w 2019 i 2020. Wicemistrzyni Rosji w 2015, a trzecia w 2016 roku.